# Барановские (дворянский род)
Барановские (пол. Baranowski) —  дворянский род.

## История рода
Старинный дворянский род, происходящий от полкового обозного Якова Барановского, жалованного землями, по гетманским универсалам, ещё в конце XVII века, и записанный в VI часть родословной книги Черниговской губернии.
Другой род — потомство Панька (Пантелеймона) Барановского, войскового товарища (1687) — пользовался гербом Остоя.
В империи Габсбургов род Барановских подтвердил своё шляхетское происхождение в королевстве Галиции и Лодомерии..

## Описание герба
В голубом поле серебряная подкова, сопровождаемая внутри серебряным кавалерским крестом.
На щите дворянский коронованный шлем. Нашлемник: вылетающий ястреб. Намёт на щите голубой, подложенный серебром. Щитодержатели: два льва.